# カギカズラ
カギカズラ（鉤葛、 Uncaria rhynchophylla (Miq.) Jacks.）はアカネ科カギカズラ属の植物。蔓になる木本で、茎に鉤がある。南方系の植物であり、分布は限られるが、生育地ではやっかいな蔓草でもある。

## 概要
よく木に登り、森林内では林冠部まで顔を出し、その上に枝を広げることもある。節々から鉤を出してこれを他物に引っかけるようにしてはい上がる姿は日本では他に例が少ない。和名は鉤葛で、この鉤にちなんだものである。漢名の鉤藤を当てる場合もあるが、これは中国産の別種であるから使ってはならない、と牧野富太郎は述べている。
本州では南方系の珍しい植物として重視されるが、林業の方ではやっかいな蔓草としていやがられる。薬としても利用される。

## 特徴
常緑性である。最初は茎が立ち上がるが、次第に周囲にもたれ、引っかかるように伸び、10m以上にも達する。枝振りとしては真っ直ぐに伸びる枝と側方へ出る側枝が比較的はっきりしており、側枝では葉は水平に配置する。
葉は対生、楕円形で先端は鋭く尖る。葉身は長さ5-12cm、幅3-6cm、表は滑らかで鈍いつやがあり、裏面はやや白っぽくなる。また、若葉は赤みを帯びる。葉の基部には線形の托葉が個々の葉の両側にあり、あわせると節ごとに四つ着いている。これらは早い時期に脱落するが、新芽ではよく目立つ。
また、上方の枝では葉の基部上側から鉤がでる。鉤は先端に向かって細くなったものが茎の下側に向かって巻き込んだもので、ほとんど円形になるまで先端が巻き込んでいる。はじめは緑色をしている。他のものに引っかかると太くなってしっかりと植物体を固定する。
花は6-7月に咲く。枝の先端近くの葉腋から2-3cmの枝が一本だけ伸び、その先端に多数の花が頭状に集まった球形の花序が一つつく。花序は開花時でその径が2cmほど。花弁は長さ1cmほどの筒の先端が五弁に分かれて開いたもので、緑を帯びた白。その中から棍棒状の雌蘂が長く突き出す。同じ枝先から数個がまとまってでるので、なかなか目を引く花である。
果実は蒴果で、花がそのまま枯れたような姿、種子は小さくて0.5mm、両端に長い翼がある。

### 鉤について

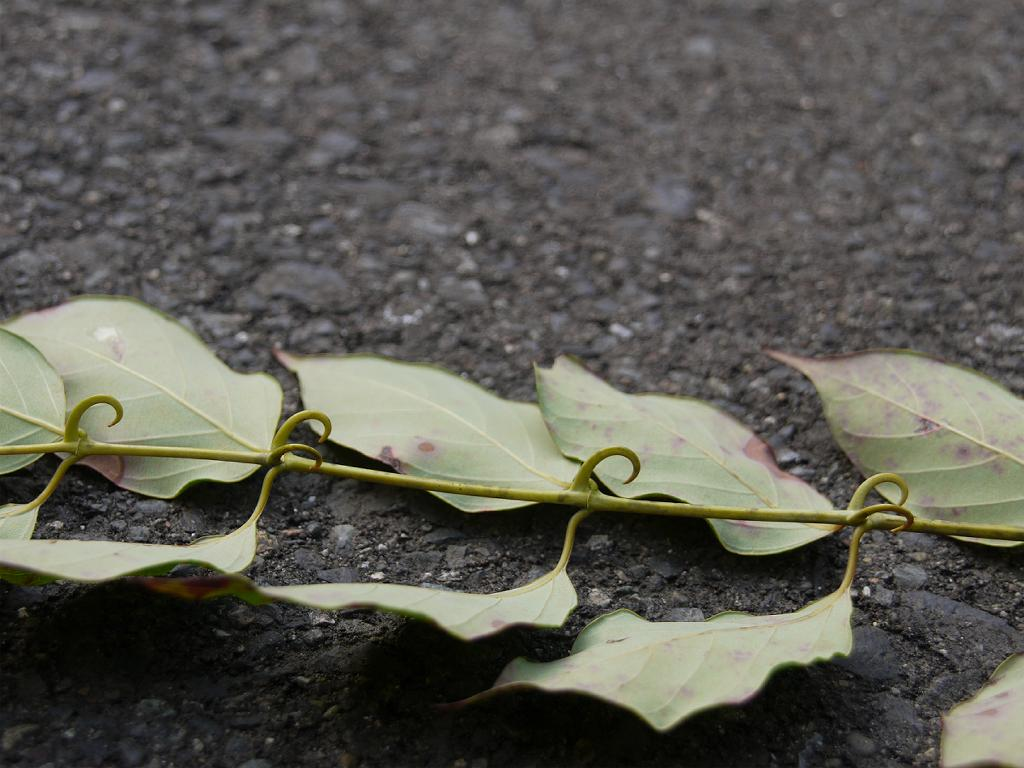
鈎の様子

この鉤は本来は枝であったものと考えられている。葉の上側の基部は本来は枝のでる位置である。また、側枝のでた節には鉤がないし、花序を出した葉の基部にも鉤を生じない事でもそれがわかる。側枝では対生する葉は水平に展開し、鉤はその基部からでて少し下向きに曲がって伸びるため、葉に隠れる形になる。下から見るとすべての鉤が見える。
ここで面白いのは、葉の着く節ごとに鉤がでるのであるが、二本が対になって出る節と一本だけ出る節が交互に現れることが多い点である。

## 生育環境
森林に生える。森林内や林縁部に出現するが、明るいところを好み、とくにギャップを生じると素早く繁茂する。森林伐採の後などにもよく繁殖し、先駆植物的な色合いが強い。森林でないところには出てこない。

## 分布
本州では房総半島以南、それに四国と九州に分布する。中国南部には本種の変種 U. rhynchophylla var. kauteng Yamazaki　が知られている。牧野はこれにトウカギカズラの和名を当てている。

## 利害
丈夫な蔓草として使われることもあるが、多くない。漢方薬としての利用は下にまとめる。学術的には、日本本土では分布の限られた種であり、重視される。千葉県や神奈川県、京都や島根など、分布北限の地域ではそれぞれに程度は異なるが絶滅危惧種に類するランクが与えられている。ただしそれ以南の地域では普通に見られるため、日本全国では取り上げられていない。また、京都市の「松尾大社カギカズラ野生地」は市の天然記念物に指定されている。
しかし、それ以南では普通種で、むしろ実生活の上では植林地の害木扱いされることもある。素早く成長してよく繁茂し、若木の上に覆い被さることで嫌われる。よく枝を出し、節々に鉤があって引っかかるため、駆除するにもやっかいである。

### 薬用
カギカズラの鉤は「釣藤鉤」（または「釣藤鈎」、チョウトウコウ、英語：Uncaria Hook）と呼ばれる生薬として、日本薬局方にも収載されている。釣藤鉤は鎮痙剤や鎮痛剤として用いられ、成分としてはリンコフィリン、イソリンコフィリン、コリノキセイン、ヒルスチン、ヒルステインなどのアルカロイドを含有するが、カギカズラ由来のものはヒルスチン、ヒルステインなどをほぼ含有しない。和歌山県では秋になって鉤が赤褐色になった頃にこれを収穫し、乾燥させた。かつては中国から薬種商が買い付けに来たこともあるというが、現在は中国から年間一トンほどを輸入し、五疳、夜泣きに効くという。
近年、釣藤鈎を含む漢方処方である釣藤散（釣藤鈎、橘皮、半夏、麦門冬、茯苓、人参、防風、菊花、石膏、甘草、生姜からなる）をアルツハイマー認知症型モデルのラットに投与した実験において、有意な症状の改善が見られたほか、脳血管障害型の痴呆モデルでも釣藤鈎の有効性が報告されており注目を集めている。釣藤散のほか抑肝散、七物降下湯などの漢方処方にも用いられている。なお、中国明代前半以前は藤皮が薬用部位とされていた。

## 分類
カギカズラ属にはアジアの熱帯域を中心に約50種があるが、日本にはこの種のみが分布する。なお、頭状花序は同科の別属であるタニワタリノキ（Adina pilulifera）やヘツカニガキ（Sinoadina racemosa）とも共通する特徴であるが、カギカズラ属、タニワタリノキ属、ヘツカニガキ属はAPG IVでは全てタニワタリノキ連（Naucleeae）の下に置かれている。なお、同属のガンビールノキ（U. gambir）およびキャッツクロー（U. tomentosa）はカギカズラ同様に薬用に用いられる。